# ギリシャ島プロジェクト
ギリシャ島プロジェクト（ギリシャとうプロジェクト、英語: Project Greek Island）は、アメリカ合衆国の「政府存続計画」の一環で、ウェストバージニア州のグリーンブライアー・リゾートに作られた巨大な核シェルターなどで連邦議会を存続させるための施設を含むプログラムを指す。このプログラムが『ワシントンポスト』紙によって公開された後、施設は1992年に廃止された。

## 概要
ギリシャ島プロジェクトは、ウェストバージニア州のグリーンブライアー・リゾートのホテルにある米国の政府存続計画プログラムであった。プログラムが『ワシントンポスト』紙によって公開された後、施設は1992年に廃止された。

## 目的
1950年代後半、米国政府はグリーンブライアー・リゾートに近づき、キューバ革命とキューバミサイル危機の直後に米国議会を収容するための秘密の緊急移転センターを設立するための支援を求めた。機密の地下施設は、1959年から1962年にかけて、ホテルの地上に追加されたウェストバージニア・ウィングと同時に建設された。グリーンブライアーの所有者は、30年間、連邦政府との合意を維持した。国際的な危機が発生した場合、リゾート施設全体が、特に立法府の緊急場所として政府が使用するように変換される。
地下施設には、寮、厨房、病院、および下院議員のための放送センターが含まれていた。放送センターには、国会議員がワシントンD.C.から放送しているように見せるために、季節ごとに変更可能になっていた。これらの放送用に4.5マイル（7.2 km）離れた場所に100フィート（30 m）の電波塔が設置された。最大の部屋は「展示ホール」で、高さ約20フィート（6.1 m）の天井の下に89 x 186フィート（27 x 57 m）あり、18本の支柱で支えられている。それに隣接するのは2つの小さな講堂で、1つは約470人の座席があり、435人の下院を収容するのに十分な大きさであった。展示ホール自体は、議会の上下院合同会議に使用できる。施設には6か月分の食料があり、定期的に更新されていた。
グリーンブライアーの利用客がビジネス会議に使用したのは、実際には4つの隠された爆風ドアを備えた国会議員のための偽装された作業エリアであった。ドアのうちの2つは、車両が入るのに十分な大きさであった。1つは重量が25トン以上で、幅12フィート3インチ（3.73 m）、高さ15フィート（4.6 m）であり、もう1つは18トン以上の重さであった。ドアの厚さは19.5インチ（50 cm）であった。
バンカーの2フィートの厚さの壁は、近くの核爆発に耐えるように設計された鉄筋コンクリートでできていた。
センターはホテルの従業員を装った公務員によって維持され、バージニア州アーリントンに本拠を置くForsythe Associatesという名前のダミー会社の下で運営されていた。同社の現場の従業員は、彼らの目的はホテルの1,100台のテレビを維持することであるといっていた。同社の最初のマネージャーは、陸軍通信部隊の元暗号専門家であるジョン・ロンディスだった。彼は極秘のセキュリティ・クリアランスを持っていて、国防総省に駐留していた。これらの同じような労働者の多くは現在もホテルに雇用されており、しばらくの間、ガイド付きツアーを行っていた。これら複合施設は、現在もにグリーンブライアー・リゾートよって維持管理されており、施設は1992年にその秘密が全国紙に発表されたときとほぼ同じである。バンカーの廃止に伴い、ほぼすべての備品が撤去されたが、現在施設にはバンカーがまだ稼働しているときの外観に近い備品もある。寮の元の二段ベッドのうちの2つも残っている。
バンカーは、ホテルの公共スペースに組み込まれるように設計されており、注目を集めないようになっている。バンカースペースの多くは一般に公開されていたが、補強のために大きなコンクリートの柱が存在するためホテルの他の公共スペースとは異なるウェストバージニア・ウィングの展示ホールを含め、何年もの間気づかれなかった。展示ホールの入り口に隣接しているのは、元の爆風ドアの1つで、現在はオープンに見ることができ、かつてその存在を隠していた元のスクリーンは取り外されている。[
AT&Tは、グリーンブライアー・リゾートとバンカーの両方に電話サービスを提供した。バンカーから発信されたすべての通話は、ホテルの配電盤を経由して、ホテルから発信されたように見せかけた。今日のバンカーのコミュニケーション・センターには、使用された3世代の電話技術の代表的な製品が含まれている。
バンカーは30年間保管されていたが、キューバのミサイル危機の間でさえ、実際に緊急の場所として使用されることはなかった。バンカーの存在は、『ワシントンポスト』紙が1992年の記事で明らかにするまで、一般には知られていなかった。この記事の直後に、政府はバンカーを廃止した。
その後、施設は改装され、民間部門のデータ保管施設としても使用されてきた。現在は「バンカー」として知られていて、機密解除されている施設を見学できるアトラクションとして再び紹介されている。